# 機動戰士GUNDAM第08MS小隊
《機動戰士鋼彈 第08MS小隊》（日语：機動戦士ガンダム 第08MS小隊，俗稱08小隊）是鋼彈系列動畫，在1996年至1999年間以OVA形式發行，全11話，另有一話特別篇與一部劇場版。以及一部追加短片。

## 故事
故事發生在U.C.0079年，也就是一年戰爭期間，吉翁公國對地球進行大氣圈內軍事壓制的時期。地球聯邦軍MS駕駛員天田士郎在奉派前往東亞戰線報到時，與軍部隊發生遭遇戰，與敵方駕駛員一同遇險，為了生存而與敵駕駛員愛娜·薩哈林共同合作度過漂流期間的難關，兩人間也產生了好感。但配屬到東亞戰線之後又與愛娜在戰場上成為敵人。在那裡天田堅信並且以行動證明了，即使是在完全否定人性倫常的戰場上，也有跟敵人和解相愛的可能性。

## 主要角色

### 地球聯邦軍
斯羅·阿瑪達（Shiro Amada，CV：檜山修之、蘇強文（香港TVB））
本作男主角，出場時23歲，極東方面軍所属機械化混成大隊所属第08MS小隊隊長。階級為少尉。
很愛護同伴和十分勇敢，同時駕駛技術更是一流，是一個可信賴的人。但也因為這樣而不像個軍人，被卡蓮說是「最差勁的軍人」。
鋼彈系列作品當中第二位以正規軍人身份登場的主角（作品製作時間上來算，浦木宏是第一位）。在故事裡偶遇女主角愛娜·薩哈林，而且一見鍾情。最後更為了救愛娜而離開軍隊。大難不死的他和愛娜在山林中隱居。
後於漫畫機動戰士高達 宇宙的死亡女神中透露出出身。
泰瑞·山達斯Jr.（Terry Sanders Jr.，CV：玄田哲章、陳欣（香港TVB））
本作男配角，RX-79[G]三號機駕駛員，階級為軍曹。
綽號「死神」，因之前所屬的小隊都在第三次出戰難逃全軍覆滅的結果而得名。
故事開始的宇宙作戰中部隊再次遭全滅後被收編到第08MS小隊，但在軍隊裡面依然臭名昭著。
本身的駕駛技術不俗。為人正直而且服從性很強。由於他被士郎救過一命並且相信自己。所以對士郎更是敬佩有加。
卡蓮·（Karen Joshua，CV：小山茉美、雷碧娜（香港TVB））
本作為數不多的女配角，RX-79[G]二號機駕駛員，階級為曹長，軍醫畢業。丈夫也是戰地軍醫，但在作戰中身亡。
有一定的指揮能力和戰鬥力，不過為人比較冷酷和粗獷。
但在幫艾歷多亞療傷時被艾歷多亞摸到胸部，還被艾歷多亞說是個美人，而感到害羞並且對他有些好感。
艾歷多亞·馬契斯（Eledore Massis/ Eledore Mathis，CV：藤原啟治、郭志權（香港TVB））
本作男配角，偵察車預報士，階級為伍長。
熱愛音樂，夢想能成為音樂家。有密室恐懼症，因此無法駕駛MS。對卡蓮有些好感。
米克爾·尼洛里奇（Michel Ninorich，CV：結城比呂、陳卓智（香港TVB））
本作男配角，偵察車預報士，階級為伍長。
有一個叫BB的女友，但最後分手，在最終回時可從米克爾手中的照片中得知BB已嫁人。
夢想能夠開MS，但只限一次，其原因為和BB分手後無法專心而且艾歷多亞養傷中，多次差點使小隊覆滅，而和山達斯交換戰鬥位置。
一年戰爭結束後，他便與琪琪·洛芝達一起尋找失蹤的斯羅。
基澹·尼卡多（Jidan Nickard/ Gidan Nickerd，CV：永井一郎、源家祥（香港TVB））
極東方面軍的補給部中隊隊長。看起來相當年老，好酒及好賭，但對08小隊特別照顧。階級為大尉
·（Ethan Liar，CV：永井一郎、陳曙光（香港TVB））
聯邦軍的上校，極東方面軍所屬獨立機械化連隊的最高指揮官。表面上一位優秀的指揮官，然而卻是喜歡使用陰謀的野心家，會為了達到目的而不擇手段的一面。
在最終決戰時，他為求盡快攻陷吉翁軍基地，更打算誘爆友軍的MS體內的核融合爐來催毀吉翁軍的基地。最後他所乘坐的陸上戰艦被阿普薩拉斯III的米加粒子砲所擊中而陣亡。
小島（Kojima，CV：藤本讓、张炳强（香港TVB））
極東方面軍機械化混合大隊長（小島大隊）的大隊長，軍銜為中校，由於他對部隊管理時採取放任主義，所以在軍中不太受歡迎，但在最終決戰時，他對於上司伊桑·拉雅的惡行毅然的拒絕，充份地反映出他是個很有骨氣和很有原則的人。

### 吉翁公國軍
愛娜·薩哈林（Aina Sahalin/ Inah Sakhalin，CV：井上喜久子、陳凱婷（香港TVB））
本作女主角，20歲，吉翁軍的試飛員，名門薩哈林家的千金，但並非吉翁軍的正規軍人，只享受少尉待遇。一年戰爭時期，被提拔為「阿普薩拉斯計畫」的成員。
她為了哥哥基尼亞斯·薩哈林復興薩哈林家族，駕駛的便是其兄開發中的試作MA「阿普薩拉斯」 ，在一次戰鬥中偶然地遇上了聯邦軍士官斯羅·阿瑪達而改變了命運。戰爭結束後，她和士郎一起在山林中隱居。
基尼亞斯·薩哈林（Ginias Sahalin/ Ginius Sahalim，CV：速水獎、潘文柏（香港TVB））
吉翁軍技術將領，極東方面軍的秘密基地司令官。試作型MA「阿普薩拉斯」的開發指導者，愛娜的兄長。為本作的大反派，殺人如麻，不光是對待敵人，也如此對待自己的開發團和友軍，甚至開槍攻擊自己的妹妹愛娜。
他為了復興薩哈林家族的聲望，所以他積極開發MA「阿普薩拉斯」，希望它能將戰局扭轉的同時，亦令薩哈林家族復興。雖然他擁有天才的頭腦，但卻一直被病魔所困擾，而且他為了完成「阿普薩拉斯」日夜操勞，令他的病情急劇惡化，令他的死期亦將近，所以他對開發MA「阿普薩拉斯」非常執著，而且開始走火入魔。
當MA「阿普薩拉斯」將近完成時，他收到中止開發的命令，然而他並不打算中止開發計劃，他為了繼續開發，他將發出中止命令的將軍和他的屬下全炸死，還為了獨佔功績，將所有參與開發的工作人員全部毒殺。最後他乘坐他的MA「阿普薩拉斯III」和聯邦軍交戰，最後被士郎擊毀戰死。
戴爾（Dell，CV：中嶋聰彥、馮錦堂（香港TVB））
吉翁軍的MS駕駛員，是特普所指揮的渣古小隊的其中一人，外表須冷漠，但他很喜歡小孩子，而他的駕駛艙內貼有他的兒子的照片。在奧迪沙作戰中戰敗逃走的他們，到達一條他們不知道是遊擊隊的村莊取食物，當一個小孩來運送食物時，他把吉翁軍的彈殼送給那小孩，希望可以和他們打好聯係。
但小隊其中一人的失控，令到村民突然反抗，於是他和特普便逃走。這時，當他的噴射器正在啟動時，他的噴射器被飛彈擊中，遊擊隊的首領被噴射器的爆風所波及而當場被炸死，導致遊擊隊非常憤怒，之後當他們離開時，被遠距離部署了的08小隊鋼彈攻擊而無法再戰鬥，最後他被憤怒的村民所殺。
特普（Topp，CV：榊原良子、黃麗芳（香港TVB））
吉翁軍的MS駕駛員，她亦是一位經驗豐富的士兵，薩克小隊的隊長，是一位很有才能的小隊長。她的小隊在奧迪沙作戰戰敗後，帶領著小隊成員逃走，由於她們需要食物充饑，所以她們便侵入東南亞的一條農村取食物，但她們並不知道這條村落其實是遊擊隊的根據地。
最初，她很成功地避免戰鬥而取得食物，但她的部下的失控，令村民突然反抗，當特普發現該村是遊擊隊的村落時，便打算逃走，在逃走期間，她所駕駛的MS的腳部被斯羅所破壞，令她無法行動，士郎試圖勸告她投降的同時，憤怒的村民亦趕到，她被憤怒的村民所驚赫，於是便使用對人兵器把接近的村民殺害，最後勸告她投降的士郎被迫用火箭砲將她連同機體一起擊破。
諾利斯·帕卡多（Norris Packard，CV：市川治／間宮康弘（Gundam Diorama Front）、雷霆（香港TVB））
吉翁軍的士官，長年在薩哈林家族工作的人，在愛娜·薩哈林的父親死後，薩哈林家族開始沒落，他依然留在愛娜的身邊照顧她。開戰後，他屢立戰功，很快便進昇成為吉翁軍的上校，成為愛娜的哥哥基尼亞斯·薩哈林的部下，雖然他表面是為吉翁軍作戰，但實際上他只是忠誠於薩哈林家族。
他操縱戰鬥機和MS的技術十分高超，是頂級的駕駛員。而最初他的主要任務是擔任愛娜所駕駛的MA「阿普薩拉斯」的護衛，其後當MA「阿普薩拉斯」的開發基地被地球聯邦軍所包圍後，他為了確保愛娜她們的逃走路線而單獨駕駛MS-07B-3 古夫強化特裝型迎戰，雖然只是他一人出戰迎擊，但他以超高的戰鬥能力令到和他交戰的08小隊完全陷於苦戰，並摧毀三台地球聯邦軍的鋼坦克，可是他始終是寡不敵眾，被士郎的光束劍斬殺而戰死。
尤里·克拉里（Yuri Kellerne，CV：上恭之介、李錦綸（香港TVB））
吉翁歐洲方面軍師團長，軍階少將，和薩哈林兄妹為舊識。目中無人和粗野的性格卻令薩哈林兄妹都十分討厭。然而他並不介意部下們對上級的批評，因此部下們對他都十分尊敬。
在奧迪沙作戰戰敗後，他率領部隊撤退到基尼亞斯·薩哈林的秘密基地，為了重組軍力，於是便命令中止MA「阿普薩拉斯」的開發計劃，而對於完成MA「阿普薩拉斯」十分執著的基尼亞斯·薩哈林，為了繼續他的開發計劃，於是便設置陷阱把尤里·克拉里與他的部下一起炸死。
馬萨特（Masado，CV：中博史、潘文柏（香港TVB））
吉翁軍的士官，屬於東南亞部隊的指揮官，他為了準備反攻地球聯邦軍而佔領村莊改建為基地。可是村莊受到08小隊和遊擊隊的襲擊，最後他乘坐的戰鬥直昇機被08小隊的MS擊中而戰死。

### 其他
琪琪·洛芝達（Kiki Rosita/ Kiki Logita，CV：西村千奈美、曾秀清（香港TVB））
本作女配角，遊擊組織首領的女兒，從小到大都在遊擊隊中長大，因此行為和舉止都十分粗暴。但當她遇上斯羅後，便開始暗戀著他，而她亦一直跟著08小隊並協助他們。一年戰爭結束後，他便與米克爾·尼洛里奇一起尋找失蹤的斯羅。

## 作品解說
本作品是描寫與《機動戰士鋼彈》幾乎同一時期的外傳故事，並且比起其他的鋼彈系列作品更追求戰場上的實際生活描寫。以懷抱著熱血與理想的青年軍官天田士郎為主角，表現出戰爭的現實與理想的衝突。天田士郎在故事當中不斷的目睹毫無道理的戰爭行為，並為紀律與倫理的限制所苦。而描寫「對立陣營戀情」的故事主軸可說是未來式的羅密歐與茱麗葉。在本篇結束時的結局對於最終是悲劇還是喜劇刻意模糊處理，而後製作了後記形式的特別篇「不得已」（又譯「最後的樂園」）將這方面的謎團解開。在最後樂園終幕，士郎和艾娜(已懷孕)最後選擇了拋棄一切過往，攜手至北地生活，令找到他們倆的琪琪和米克爾欣喜不已。士郎和艾娜沒有留下任何台詞，僅僅是以笑容和動作，以及北之地的美景呼應著戰爭終已結束。
本作品原始預定為12話完結，但由於神田武幸監督的健康狀況出現問題，從第7話開始由飯田馬之介接手。故事仍然延續神田所制定的大綱。而在1996年7月27日神田監督病逝之後，飯田監督與其餘工作人員藉由神田所遺留的手記完成至第11話。最終回不稱為第12話而以特別篇方式製作，以紀念並區分神田監督的原始構想跟後續工作的差別。

### 08小隊登場兵器設定問題
在GUNDAM系列作品通例當中，MS只不過是眾多兵器的一種，而在本作當中這種傾向更加的明顯，主角們所搭乘的機體並非強力的實驗機或原型機，而是量產機以及其修改版。其他如戰車，飛機以至於步兵武器也做了相當細緻的考證與描寫。
08小隊故事設定的時間點大約是初代鋼彈電視版第10話前後的時期，依照之前的設定來說聯邦軍當時應該還沒有開發出量產型的MS（RGM-79 吉姆系列第一次登場是在初代電視版29,30話）。但是基於「鋼彈作品中必定有MS登場」的戲劇需求，08小隊劇中的聯邦軍不只在宇宙已經配備RGM-79E 初期型吉姆等MS，就連並非主力戰場的東南亞戰線也出現了MS與戰車的機械化混合單位，並且有RX-79[G] 陸戰型鋼彈之類奇妙的鋼彈系量產機登場，MS-06J 薩克II陸戰型等吉翁系MS的細部設計也無視0080，0083等前作當中的設定，而成為違反「兵器標準化大量生產」常識的特例作。在一部分重視兵器源流考證等設定的「軍事派」鋼彈迷當中引起許多不滿的聲音。
但是在Sunrise「被發表的映像作品應該被視為正式的歷史與設定」的政策之下，自從08小隊之後的一年戰爭歷史就被改為「雖然初代鋼彈電視版中沒有出現，但是在08小隊當時聯邦就已經擁有MS」。
此後，官方已將此作品的戰場觀，確立為往後有關U.C.0079地上戰方面的戰場形象。

## 工作人員
- 企劃：日昇
- 原作：矢立肇、富野由悠季
- 角色設定：川元利浩
- 機械設定：大河原邦男、加藤肇、山根公利
- 監督：神田武幸、飯田馬之介、加瀨充子
- 製作：日昇

## 音樂
片頭曲(OP)：在暴风雨中闪耀（嵐の中で輝いて）
作詞：渡边夏澄　作曲：夢野真音　演唱：米倉千尋　發行：国王唱片
片尾曲(ED)：10 YEARS AFTER
作詞：朝倉京子　作曲：三浦一年　演唱：米倉千尋　發行：国王唱片
插曲：在未来的两人（未来の二人に）
作詞：工藤哲雄　作曲：都志見隆　演唱：米倉千尋　發行：国王唱片
劇場版主題歌：永恒之门（永遠の扉）
作詞：渡辺夏澄　作曲：鵜島仁文　演唱：米倉千尋　發行：国王唱片

## 各集列表
- 日期為VHS錄影帶版本發售日，第一卷收錄1-2話，其餘一卷一話。

| 話数   | 發售日          | 中文標題         | 日文標題 | 腳本                        | 分鏡               | 演出       | 作畫監督                        | 機械作畫監督      |
| ------ | --------------- | ---------------- | -------- | --------------------------- | ------------------ | ---------- | ------------------------------- | ----------------- |
| 第1話  | 1996年 1月25日  | 只有两人的战争   |          | 桶谷顕                      | 横山裕一郎         | 西森章     | 杉浦幸次                        |                   |
| 第2話  | 1996年 1月25日  | 密林的鋼彈       |          | 桶谷顕                      | 芦沢剛史           | 芦沢剛史   | 横山彰利                        |                   |
| 第3話  | 3月25日         | 信任的极限時間   |          | 桶谷顕                      | 西森章             | 西森章     | 吉田徹                          |                   |
| 第4話  | 10月25日        | 頭上的恶魔       |          | 桶谷顕                      | 西森章             | 日高政光   | 杉浦幸次                        | 津野田勝敏        |
| 第5話  | 11月25日        | 違反待機命令     |          | 桶谷顕                      | 横山裕一郎         | 加瀨充子   | 吉田徹                          |                   |
| 第6話  | 12月18日        | 冲锋阵线         |          | 桶谷顕                      | 飯田馬之介         | 飯田馬之介 | 横山彰利                        | 津野田勝敏        |
| 第7話  | 1997年 10月25日 | 再会             |          | 桶谷顕                      | 飯田馬之介         | 加瀨充子   | 杉浦幸次                        | 吉田徹            |
| 第8話  | 12月18日        | 軍務与理想       |          | 桶谷顕                      | 飯田馬之介 (GONZO) | 森邦宏     | 横山彰利 杉浦幸次               | 津野田勝敏 吉田徹 |
| 第9話  | 1998年 2月25日  | 最前線           |          | 桶谷顕                      | 飯田馬之介 (GONZO) | 仕舞屋鉄   | 佐久間信一 高橋晃               |                   |
| 第10話 | 7月25日         | 颤抖的山（前編） |          | 北嶋博明 桶谷顕（脚本原案） | 飯田馬之介 (GONZO) | 森邦宏     | 杉浦幸次 横山彰利（レイアウト） | 津野田勝敏 吉田徹 |
| 第11話 | 1999年 4月25日  | 颤抖的山（後編） |          | 北嶋博明 桶谷顕（脚本原案） | 飯田馬之介 (GONZO) | 山田弘和   | 杉浦幸次                        | 津野田勝敏        |
| 特別編 | 7月25日         | 不得已           |          | 北嶋博明                    | 森邦宏 仕舞屋鉄    | 安東信悦   | 佐藤淳                          |                   |

### 宇宙世纪余话
随《机动战士高达 第08MS小队》发售的特典动画。

## 劇場版
劇場版《機動戰士鋼彈 第08MS小隊 米拉的報告書》（日语：機動戦士ガンダム 第08MS小隊 ミラーズ・リポート），於1998年8月1日與《新機動戰記鋼彈W 無盡的華爾茲特別篇》共同公開上映。內容為OVA版第6話到第8話的重新剪輯，在與吉翁的秘密兵器阿普薩拉斯接觸的08MS小隊，在經過一番激烈地交戰之後，依然捕獲失敗。天田士郎少尉在與逃脫的阿普薩拉斯的戰鬥中，失去了消息。之後士郎雖然平安歸來，但聯邦軍高層將領懷疑士郎所做的行動，命令情報部的（Alice Miller，CV：高島雅羅）少校（日語中的士官一詞，意為華語的軍官）進行調查。 在米拉巧妙的詢問，士郎開始說出與吉翁軍的女飛行員愛娜·薩哈林所發生的一切，結果，士郎被疑是間諜的嫌疑而被關禁閉，之後在未經許可的情況下帶領小隊擊敗一支吉翁軍MS小隊，這次的行動使整個08小隊被視為棘手的單位，最後被派往前線，執行生還率極低的死亡任務……
全片以新角色聯邦軍情報官愛麗斯·米拉的觀點來觀察天田士郎的所作所為。

## 短篇
《機動戰士鋼彈 第08MS小隊 三次元的戰鬥》（日语：機動戦士ガンダム第08MS小隊 三次元との戦い）是2013年2月22日发售的BD版收录的新作短篇动画。

## 關連作品
漫画
- 机动战士高达 第08MS小队 U.C.0079+α

小说
- 机动战士高达 第08MS小队
- 机动战士高达 第08MS小队外传 TRIVIAL OPERATION

## 註記
1. 1 2 3 4 5  以陸軍的軍事組織而言，一般日文中的「小隊」、「中隊」、「大隊」以及「連隊」在中文常見的對應分別為「排」、「連」、「營」與「團」；日文「極東」在中文稱為「遠東」。

## 外部連結
- 08MS小隊官方網站 （页面存档备份，存于）（日語）